# Аспицилия
Аспици́лия (лат. Aspicilia) — род лихенизированных аскомицетов, включаемый в семейство Мегаспоровые (Megasporaceae). Ранее включался в семейство Гименелиевые (Hymeneliaceae).

## Описание
Слоевище накипное, иногда с небольшими лопастями по краям, иногда ареолированные, окрашенное в беловатые или зеленовато-серые тона. Апотеции леканорового типа, погружённые в слоевище, изредка поверхностные, с уплощённым или вогнутым диском, окрашенным в чёрные или тёмно-коричневые тона.
Споры бесцветные, по 4—8 в аске, одноклеточные, широкоэллиптические до шаровидных, тонкостенные.
Субстрат — камни и галька, редко — древесина.

## Систематика
Таксономическое положение рода с момента его описания вызывало многочисленные споры. В первой половине XX века его виды обычно рассматривались в секции обширного рода Леканора (подобная система используется, в частности, в известной работе А. Цальбрукнера Catalogus lichenum universalis (1928) и в наиболее полной монографии аспицилий Х. Магнуссона (1939)). В качестве отдельного рода аспицилия постоянно стала описываться только в 1940—70-х годах: работы Э. Саталы (1932—1958), В. Рясянена (1932—1952), Н. С. Голубковой (1966), Ж. Клозада и И. Рондона (1966), Й. Пёльта (1974), А. Н. Окснера (1971), К. У. Доджа (1971). Й. Хафелльнер (1984) первым перенёс аспицилию в семейство Гименелиевые, не родственное леканоровым. Молекулярно-филогенетические исследования 2007 года показали, что этот род более родственен монотипному роду Мегаспора, нежели гименелиевым.

### Синонимы
- Agrestia J.W.Thomson, 1961
- Aspiciliella M.Choisy, 1952
- Athecaria Nyl., 1897
- Manzonia Garov., 1866
- Paraplacodium Motyka, 1996, nom. inval.
- Sphaerothallia T.Nees ex Eversm., 1831, nom. rej.

### Виды
Род включает порядка 230 видов. Некоторые из них:
- Aspicilia aquatica Körb., 1855 — Аспицилия водяная
- Aspicilia calcarea (L.) Körb., 1859 — Аспицилия известняковая
- Aspicilia candida (Anzi) Hue, 1912 — Аспицилия белоснежная
- Aspicilia cinerea (L.) Körb., 1855 typus — Аспицилия серая
- Aspicilia esculenta (Pall.) Flagey, 1896 — Аспицилия съедобная, или лишайниковая манна
- Aspicilia laevata (Ach.) Arnold, 1887 — Аспицилия сглаженная
- Aspicilia obscurata (Fr.) Arnold, 1869 — Аспицилия темноватая
- Aspicilia subdepressa (Nyl.) Arnold, 1869 — Аспицилия прижатая
- Aspicilia verrucigera Hue, 1912 — Аспицилия бородавконосная